# Võ Tuấn Nhân
Võ Tuấn Nhân (sinh ngày 6 tháng 3 năm 1963) là chính trị gia người Việt Nam. Ông từng giữ chức vụ Thứ trưởng Bộ Tài nguyên và Môi trường Việt Nam. Ông từng là đại biểu Quốc hội Việt Nam khóa 13 nhiệm kì 2011-2016, thuộc đoàn đại biểu Quốc hội tỉnh Quảng Ngãi, nguyên Phó chủ nhiệm Ủy ban Khoa học, Công nghệ và Môi trường của Quốc hội Việt Nam khóa 13, nguyên Giám đốc Sở Khoa học - Công nghệ và Môi trường tỉnh Quảng Ngãi.

## Xuất thân
Võ Tuấn Nhân quê quán ở xã Tiên Mỹ, huyện Tiên Phước, tỉnh Quảng Nam.
Ông hiện cư trú ở phường Nghĩa Chánh, TP Quảng Ngãi, tỉnh Quảng Ngãi.

## Giáo dục
- Tiến sỹ Xã hội học
- Cao cấp lí luận chính trị

## Sự nghiệp
Ông gia nhập Đảng Cộng sản Việt Nam vào ngày 20/10/1988.
Ông từng là đại biểu hội đồng nhân dân cấp tỉnh (1999-2004).
Ông từng là đại biểu Quốc hội Việt Nam khóa 12.
Ngày 22 tháng 5 năm 2011, ông trúng cử đại biểu Quốc hội Việt Nam khóa 13 nhiệm kì 2011-2016 ở đơn vị bầu cử số 2 tỉnh Quảng Ngãi gồm Huyện Tư Nghĩa, huyện Nghĩa Hành, huyện Lý Sơn và thành phố Quảng Ngãi với số phiếu hợp lệ chiếm 83,75%.
Ông là Tỉnh ủy viên, Phó Trưởng Đoàn chuyên trách Đoàn ĐBQH tỉnh Quảng Ngãi Khóa XII, Ủy viên Ủy ban Khoa học, Công nghệ và Môi trường của Quốc hội khóa 12, Phó chủ nhiệm Uỷ ban Khoa học, Công nghệ và Môi trường của Quốc hội khóa 13.
Từ ngày 27 tháng 1 năm 2016, Võ Tuấn Nhân được Thủ tướng Chính phủ Việt Nam bổ nhiệm giữ chức vụ Thứ trưởng Bộ Tài nguyên và Môi trường Việt Nam theo Quyết định số 170/QĐ-TTg ngày 27/1/2016.
Sáng ngày 3 tháng 6 năm 2019, Thứ trưởng Võ Tuấn Nhân được trao tặng Huy hiệu 30 năm tuổi Đảng Cộng sản Việt Nam.
Từ ngày 1 tháng 1 năm 2024, ông nghỉ hưu.

## Lo ngại về môi trường
Đã có nhiều ý kiến băn khoăn về hàng loạt nguy cơ môi trường, chưa đánh giá hết tác động; đề xuất báo cáo đánh giá tác động môi trường cần được thực hiện độc lập, thay vì giao cho chủ đầu tư; cũng như lo ngại về việc Thứ trưởng Bộ Tài nguyên và Môi trường Võ Tuấn Nhân vội vàng phê duyệt Báo cáo đánh giá tác động môi trường vào ngày 28 tháng 01 năm 2019 của dự án Khu đô thị du lịch biển Cần Giờ quy mô 2.870 ha.